# ألكساندر غولوفين
ألكساندر سيرجيفيتش غولوفين (الروسية: Александр Сергеевич Головин) ولد 30 أيار/مايو 1996 هو لاعب كرة قدم روسي يلعب في مركز الوسط رفقة نادي موناكو والمنتخب الوطني الروسي.

## المسيرة مع الأندية
ظهر غولوفين أو جولوفين في الدوري الروسي الممتاز لأول مرة مع نادي سيسكا موسكو في 14 آذار/مارس 2015 في مباراة ضد نادي موردوفيا سارانسك.
في 2 كانون الأول/ديسمبر من عام 2016 مدد جولوفين عقده مع سيسكا موسكو الروسي حتى نهاية موسم 2020-21.

## المسيرة الدولية

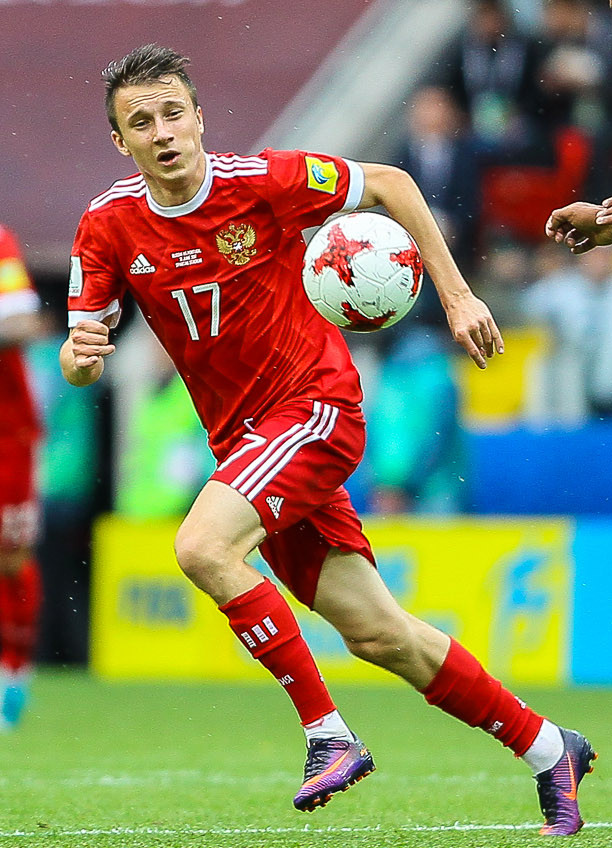
جولوفين بقميص المنتخب الروسي في كأس القارات 2017

فاز جولوفين ببطولة أوروبا تحت 17 سنة مع منتخب روسيا الوطني ثم شارك في كأس العالم تحت 17 سنة نسخة 2013. اختير ألكسندر في وقت لاحق لتمثيل المنتخب الروسي تحت 19 سنة لكرة في بطولة أمم أوروبا عام 2015؛ حينها حلَّت روسيا في المركز الثاني. ظهر جولوفين لأول مرة بقميص منتخب روسيا الأول في 7 حزيران/يونيو 2015 في مباراة ودية ضد روسيا البيضاء في أرينا خيمكي حيث دخل كبديل للقائد رومان شيروكوف عند الدقيقة 61 وتمكن من تسجيل أول أهدافه مع المنتخب والثاني لروسيا في المباراة التي انتهت بـ 4 - 2 لصالح «الدب الروسي».
تم اختياره في 11 أيار/مايو 2018 ضمن قائمة الثلاثة وعشرون لاعبا الذين سيُمثلون روسيا في بطولة كأس العالم التي تستضيفها. في 3 حزيران/يونيو من عام 2018 أُدرج في القائمة النهائية المشاركة في المونديال. في 14 يونيو 2018 لعب جولوفين دورا حاسما في الفوز العريض الذي حققه منتخب بلاده بخماسية نظيفة على نظيره السعودي حيث صنع هدفين وسجل هدفا آخر من ركلة حرة في المباراة الافتتاحية لكأس العالم 2018.

## الإحصاءات

### مع الأندية
| النادي        | الموسم        | الدوري                | الدوري        | الدوري      | الكأس         | الكأس       | الكأس القاري  | الكأس القاري | أخرى          | أخرى       | المجموع       | المجموع     |
| النادي        | الموسم        | القِسم                 | عدد المباريات | عدد الأهداف | عدد المباريات | عدد الأهداف | عدد المباريات | عدد الأهداف  | عدد المباريات | عدد اأهداف | عدد المباريات | عدد الأهداف |
| ------------- | ------------- | --------------------- | ------------- | ----------- | ------------- | ----------- | ------------- | ------------ | ------------- | ---------- | ------------- | ----------- |
| سيسكا موسكو   | 2014-15       | الدوري الروسي الممتاز | 7             | 0           | 3             | 0           | 0             | 0            | –             | –          | 10            | 0           |
| سيسكا موسكو   | 2015-16       | الدوري الروسي الممتاز | 17            | 1           | 4             | 2           | 2             | 0            | –             | –          | 23            | 3           |
| سيسكا موسكو   | 2016-17       | الدوري الروسي الممتاز | 30            | 3           | 0             | 0           | 6             | 0            | 1             | 0          | 37            | 3           |
| سيسكا موسكو   | 2017-18       | الدوري الروسي الممتاز | 27            | 5           | 1             | 0           | 15            | 2            | –             | –          | 43            | 7           |
| سيسكا موسكو   | المجموع       | المجموع               | 81            | 9           | 8             | 2           | 23            | 2            | 1             | 0          | 113           | 13          |
| المجموع الكلي | المجموع الكلي | المجموع الكلي         | 81            | 9           | 8             | 2           | 23            | 2            | 1             | 0          | 113           | 13          |

### مع المنتخب
| روسيا   | روسيا         | روسيا       |
| العام   | عدد المباريات | عدد الأهداف |
| ------- | ------------- | ----------- |
| 2015    | 1             | 1           |
| 2016    | 7             | 1           |
| 2017    | 7             | 0           |
| 2018    | 6             | 1           |
| المجموع | 21            | 3           |

### الأهداف الدولية
تم التحديث يوم 19 يونيو 2018.
| الرقم | التاريخ              | المكان                        | الخصم         | النتيجة | النتيجة النهائية | المنافسة        |
| ----- | -------------------- | ----------------------------- | ------------- | ------- | ---------------- | --------------- |
| 1.    | 7 حزيران/يونيو 2015  | أرينا خيمكي، خيمكي، روسيا     | روسيا البيضاء | 2-0     | 4-2              | مباراة ودية     |
| 2.    | 26 آذار/مارس 2016    | أوتكريتيي أرينا، موسكو، روسيا | ليتوانيا      | 2-0     | 3-0              | مباراة ودية     |
| 3.    | 14 حزيران/يونيو 2018 | ملعب لوجنيكي، موسكو، روسيا    | السعودية      | 5-0     | 5-0              | كأس العالم 2018 |

## الألقاب والإنجازات
منتخب روسيا تحت 17 سنة
- بطولة أوروبا تحت 17 سنة لكرة القدم 2013

## وصلات خارجية
- ألكساندر غولوفين على موقع الاتحاد الدولي (مؤرشف)  (الإنجليزية)
- ألكساندر غولوفين على موقع الاتحاد الدولي (مؤرشف)  (الإنجليزية)
- ألكساندر غولوفين على موقع الاتحاد الأوربي (الإنجليزية)
- ألكساندر غولوفين على موقع رابطة كرة القدم الفرنسية للمحترفين (الإنجليزية)
- ألكساندر غولوفين على موقع قاعدة بيانات كرة القدم.إي يو (الإنجليزية)
- ألكساندر غولوفين على موقع ليكيب (الفرنسية)
- ألكساندر غولوفين على موقع ناشيونال فوتبول تيمز (الإنجليزية)
- ألكساندر غولوفين على موقع Soccerbase.com (لاعب) (الإنجليزية)
- ألكساندر غولوفين على موقع Soccerway.com (الإنجليزية)
- ألكساندر غولوفين على موقع عالم كرة القدم.نت (الإنجليزية)